# Titularbistum Manaccenser
Manaccenser ist ein Titularbistum der römisch-katholischen Kirche.
Es geht zurück auf ein ehemaliges Bistum in der antiken Stadt gleichen Namens in der römischen Provinz Mauretania Caesariensis im Norden des heutigen Algerien.
| Titularbischöfe von Manaccenser |                      |                                                              |                 |                    |
| Nr.                             | Name                 | Amt                                                          | von             | bis                |
| 1                               | André Jacques CICM   | emeritierter Bischof von Boma (Demokratische Republik Kongo) | 9. Februar 1967 | 20. September 1976 |
| 2                               | James Joseph O’Brien | Weihbischof in Westminster (Großbritannien)                  | 28. Juni 1977   | 11. April 2007     |
| 3                               | Peter John Elliott   | Weihbischof in Melbourne (Australien)                        | 30. April 2007  | 6. August 2025     |